# Bergapteno
Bergapteno (5-methoxypsoraleno) es un psoraleno (también conocido como furanocumarinas ) con la fórmula C12H8O4, encontrado en el aceite esencial de bergamota, en otros aceites esenciales de cítricos, y en el zumo de pomelo. Es el producto químico en el aceite de bergamota que provoca fototoxicidad. El aceite esencial o esencia sintética de bergamota libre de bergapteno se utilizan ahora en perfumería.